# Len Wiseman
Len Wiseman, född 4 mars 1973 i Fremont, Kalifornien, är en amerikansk regissör, manusförfattare och filmproducent.

## Filmografi
- 2003 – Underworld (manus och regi)
- 2006 – Underworld: Evolution (manus, regi och produktion)
- 2007 – Die Hard 4.0 (regi)
- 2009 – Underworld: Rise of the Lycans (manus och produktion)
- 2010 – Hawaii Five-0 (TV-serie) (regi och produktion)
- 2012 – Underworld: Awakening (manus och produktion)
- 2012 – Total Recall (regi och produktion)
- 2013–2017 – Sleepy Hollow (TV-serie) (regi och produktion)
- 2015–2018 – Lucifer (TV-serie) (regi och produktion)
- 2016 – Underworld: Blood Wars (produktion)
- 2017 – APB (TV-serie) (regi och produktion)
- 2017–2018 – The Gifted (TV-serie) (regi och produktion)
- 2019 – Swamp Thing (TV-serie) (regi och produktion)
- 2025 – From the World of John Wick: Ballerina (regi)